# Campionat capverdià de futbol 2013
La temporada 2013 de la Lliga capverdiana de futbol fou la 34a edició d'aquesta competició de futbol de Cap Verd. Va començar l'11 de maig i va finalitzar el 14 de juliol, una mica abans que l'any anterior. El torneig estava organitzat per la Federació Capverdiana de Futbol (FCF). El club CS Mindelense va guanyar el seu 9è títol. No van participar en la 2014 CAF Champions League.
L'Sporting Praia era el defensor del títol. Van participar en la competició un total de 12 clubs, un de cada lliga insular, i un més com a guanyador del títol de la temporada anterior. Més de tres clubs compartien el nom Académica, 4 d'un total de 12, un menys que la temporada anterior.
La victòria més àmplia fou pel Mindelense, que va guanyar 4-0 a l'Ultramarina; altres equips que van marcar quatre gols en un partit van ser el Desportivo Praia (1-4 sobre l'Ultramarina), el Solpontense i l'Académico (empat a 4), i de nou el Desportivo Praia (1-4 sobre el Juventude da Furna).
Aquesta temporada va totalitzar el menor nombre de gols de la història després de l'ampliació a més de 10 clubs. La primera jornada va acabar amb només una victòria d'entre sis partits; dels cinc empats, un fou a 1 gol i, en els altres, el marcador va quedar a zero. Això la va convertir en la jornada amb menys gols de tota la història del futbol a Cap Verd. Durant la segona jornada, cap equip no va marcar més de 2 gols.

## Clubs participants
- Sporting Clube da Praia, guanyador del Campionat capverdià de futbol 2012
- Onze Estrelas, guanyador de la Lliga de Boa Vista de futbol
- Juventude da Furna, guanyador de la Lliga de Brava de futbol
- Académica do Fogo, guanyador de la Lliga de Fogo de futbol
- Académico 83, guanyador de la Lliga de Maio de futbol
- Académico do Aeroporto, guanyador de la Lliga de Sal de futbol
- Solpontense FC, guanyador de la Lliga de Santo Antão de futbol (Nord)
- Académica do Porto Novo, guanyador de la Lliga de Santo Antão de futbol (Sud)
- FC Ultramarina, guanyador de la Lliga de São Nicolau de futbol
- CS Mindelense, guanyador de la Lliga de São Vicente de futbol
- Scorpions Vermelho, guanyador de la Lliga de Santiago de futbol (Nord)
- Desportivo da Praia, finalista de la Lliga de Santiago de futbol (Sud)

### Informació sobre els clubs
| Club                    | Seu                     | Estadi             |
| ----------------------- | ----------------------- | ------------------ |
| Académica do Fogo       | São Filipe              | 5 de Julho         |
| Académica do Porto Novo | Porto Novo              | Porto Novo         |
| Académico 83            | Vila do Maio            | Maio               |
| Académico do Aeroporto  | Espargos                | Marcelo Leitão     |
| Desportivo da Praia     | Praia                   | Várzea             |
| Juventude da Furna      | Nova Sintra             | Aquiles d'Oliveira |
| Mindelense              | Mindelo                 | Adérito Sena       |
| Onze Estrelas           | Sal Rei                 | Arsénio Ramos      |
| Scorpion Vermelho       | Santa Cruz              | -                  |
| Solpontense FC          | Ponta do Sol            | João Serra         |
| SC Praia                | Praia                   | Várzea             |
| FC Ultramarina          | Tarrafal de São Nicolau | -                  |

## Classificació

### Grup A
| Pos. | Equip                  | PJ | PG | PE | PP | GF | GC | Dif.G | Pts. |
| ---- | ---------------------- | -- | -- | -- | -- | -- | -- | ----- | ---- |
| 1    | Desportivo da Praia    | 5  | 4  | 1  | 0  | 12 | 2  | +10   | 13   |
| 2    | CS Mindelense          | 5  | 3  | 1  | 1  | 9  | 4  | +5    | 10   |
| 3    | Académico do Aeroporto | 5  | 2  | 3  | 0  | 3  | 1  | +2    | 9    |
| 4    | FC Ultramarina         | 5  | 1  | 1  | 3  | 5  | 12 | -7    | 4    |
| 5    | Onze Estrelas          | 5  | 0  | 2  | 3  | 4  | 9  | -5    | 2    |
| 6    | Juventude da Furna     | 5  | 0  | 2  | 4  | 4  | 8  | -5    | 2    |

### Grup B
| Pos. | Equip                   | PJ | PG | PE | PP | GF | GC | Dif.G | Pts. |
| ---- | ----------------------- | -- | -- | -- | -- | -- | -- | ----- | ---- |
| 1    | Académica do Fogo       | 5  | 3  | 2  | 0  | 4  | 0  | +4    | 11   |
| 2    | Académica do Porto Novo | 5  | 3  | 1  | 1  | 15 | 1  | +4    | 10   |
| 3    | Sporting Clube da Praia | 5  | 2  | 3  | 0  | 6  | 3  | +3    | 0    |
| 4    | Solpontense FC          | 5  | 1  | 3  | 1  | 6  | 6  | 0     | 6    |
| 5    | Académico 83            | 5  | 0  | 2  | 3  | 5  | 11 | -6    | 2    |
| 6    | Scorpions Vermelho      | 5  | 0  | 1  | 4  | 1  | 6  | -5    | 1    |

## Resultats
| Académico do Sal  | 0 - 0 | Onze Estrelas           | 11 maig |
| CS Mindelense     | 0 - 2 | Desportivo Praia        | 11 maig |
| FC Ultramarina    | 1 - 1 | Juventude da Furna      | 12 maig |
| Académico 83      | 0 - 0 | Scorpion                | 11 maig |
| Sporting da Praia | 0 - 0 | Académica do Porto Novo | 11 maig |
| Académica do Fogo | 0 - 0 | Solpotense FC           | 11 maig |

| Académico do Sal        | 1 - 0 | FC Ultramarina    | 18 maig |
| Desportivo da Praia     | 2 - 0 | Onze Estrelas     | 18 maig |
| Juventude da Furna      | 0 - 1 | CS Mindelense     | 19 maig |
| Académica do Porto Novo | 0 - 1 | Académica do Fogo | 18 maig |
| Académico 83            | 1 - 2 | Sporting da Praia | 18 maig |
| Solpotense FC           | 1 - 0 | Scorpion          | 19 maig |

| Onze Estrelas           | 1 - 3 | CS Mindelense       | 25 maig |
| Juventude da Furna      | 0 - 1 | Académico do Sal    | 26 maig |
| FC Ultramarina          | 1 - 4 | Desportivo da Praia | 26 maig |
| Scorpion                | 0 - 1 | Académica do Fogo   | 25 maig |
| Sporting da Praia       | 1 - 1 | Solpotense FC       | 25 maig |
| Académica do Porto Novo | 3 - 0 | Académica 83        | 26 maig |

| Onze Estrelas     | 1 - 1 | Juventude da Furna      | 1 juny |
| CS Mindelense     | 4 - 0 | FC Ultramarina          | 1 juny |
| Desportivo Praia  | 0 - 0 | Académico do Sal        | 1 juny |
| Solpotense FC     | 4 - 4 | Académico 83            | 1 juny |
| Académica do Fogo | 0 - 0 | Sporting da Praia       | 1 juny |
| Scorpion          | 0 - 1 | Académica do Porto Novo | 1 juny |

| Académico do Sal        | 1 - 1 | CS Mindelense       | 9 juny |
| FC Ultramarino          | 3 - 2 | Onze Estrelas       | 9 juny |
| Juventude da Furna      | 1 - 4 | Desportivo da Praia | 9 juny |
| Sporting da Praia       | 3 - 1 | Scorpion            | 9 juny |
| Académica do Porto Novo | 1 - 0 | Solpotense FC       | 9 juny |
| Académico 83            | 0 - 2 | Académica do Fogo   | 9 juny |

## Fase final
|  | Semifinals | Semifinals              | Semifinals              | Semifinals | Semifinals |   |               | Final | Final | Final | Final | Final |
|  |            |                         |                         |            |            |   |               |       |       |       |       |       |
|  |            | CS Mindelense           | 1                       | 1          | 2          |   |               |       |       |       |       |       |
|  |            | Académica do Fogo       | 1                       | 0          | 1          |   |               |       |       |       |       |       |
|  |            | Académica do Fogo       | 1                       | 0          | 1          |   | CS Mindelense | 3     | 2     | 5     |       |       |
|  |            |                         |                         |            |            |   | CS Mindelense | 3     | 2     | 5     |       |       |
|  |            |                         | Académica do Porto Novo | 0          | 2          | 2 |               |       |       |       |       |       |
|  |            | Académica do Porto Novo | Académica do Porto Novo | 0          | 2          | 2 | 3             | 0     | 3     |       |       |       |
|  |            | Académica do Porto Novo |                         |            |            |   | 3             | 0     | 3     |       |       |       |
|  |            | Desportivo da Praia     | 1                       | 0          | 1          |   |               |       |       |       |       |       |

### Semifinals
| Académica do Porto Novo | 0:3 | Desportivo da Praia |
| ----------------------- | --- | ------------------- |
|                         |     |                     |

 Estádio Municipal do Porto Novo
Porto Novo
| CS Mindelense | 1:1 | Académica do Fogo |
| ------------- | --- | ----------------- |
| Dukinha 27'   |     | Quinzinho 77'     |

 Estádio Municipal Adérito Sena
Mindelo
| Desportivo da Praia | 1:0 | Académica do Porto Novo |
| ------------------- | --- | ----------------------- |
|                     |     |                         |

 Estádio da Várzea
Praia
| Académica do Fogo | 0:1 | CS Mindelense |
| ----------------- | --- | ------------- |
|                   |     | Dany Kwué 46' |

 Estádio 5 de Julho
São Filipe

### Final
| CS Mindelense             | 3:0 | Académica do Porto Novo |
| ------------------------- | --- | ----------------------- |
| Adyr 6' 65' · Dukinha 40' |     |                         |

| Académica do Porto Novo | 2:2 | CS Mindelense   |
| ----------------------- | --- | --------------- |
| Oceano 32' · Flávio 87' |     | Dukinha 36' 78' |

| Guanyador CS Mindelense 9è títol |

## Estadístiques
- Màxim golejador: Dukinha: 6 gols (del CS Mindelense)
- Victòria més àmplia: CS Mindelense 4-0 FC Ultramarina (1 de juny)